# ConocoPhillips
ConocoPhillips Company – amerykańskie przedsiębiorstwo sektora energetycznego z siedzibą w Houston utworzone 30 sierpnia 2002 roku wskutek fuzji Conoco oraz Phillips Petroleum.
Przedsiębiorstwo zatrudnia 33 800 pracowników, wartość jego aktywów to około 142 mld dolarów. Majątek stały przedsiębiorstwa to m.in. flota tankowców, 18 rafinerii oraz około 20 000 stacji paliw.